# Hezbollah turc
Pour les articles homonymes, voir Hizbullah (Indonésie), Hezbollah et Parti de la cause libre.
Le Hezbollah turc (en turc Türk Hizbullahı, kurde Hizbullahî Kurdî) est une organisation islamiste sunnite, composée de Turcs et de Kurdes, créé en 1979.
Au cours des années 1990, l'organisation a commis principalement des actions armées de type terroriste. La plupart de ses victimes ont été des journalistes et des sympathisants du Parti des travailleurs du Kurdistan. Dans ce cadre, l'organisation est soupçonnée d'avoir été tolérée, instrumentalisée, voire soutenue et financée par certains secteurs de l'État turc, ce qui lui a valu d'être souvent surnommée dans la presse « Hizbulkontra » ou « Hizbi-Kontra »,,.
L'organisation est actuellement placée sur la liste officielle des organisations terroristes des États-Unis et de la Turquie.

## Histoire

### Création et premières années
Le milieu qui va donner naissance au Hezbollah turc se forme dans les années 1979-1980 à Diyarbakır, la plus importante ville de l’est de la Turquie, lors de réunions organisées par Fidan Güngör et Hüseyin Velioğlu. Jusqu'en 1987, les activités de l'organisation consistent en des réunions, conférences et diffusion de livres. Il est notable que certaines sources indiquent que le nom de « Hezbollah » aurait en fait été donné par les forces de sécurité après les premières actions violentes contre des personnalités publiques en 1992, et que l'organisation se serait plutôt nommée elle-même simplement Cemaat.
En 1987, Hüseyin Velioğlu s'installe, avec la librairie qui lui sert de quartier général, dans la ville de Batman. Le mouvement se divise progressivement entre la tendance Menzil (menée par Findan Güngör) et la tendance İlim (menée par Hüseyin Velioğlu), du nom des librairies qui servent de base aux deux courants. À partir de 1987, les deux groupes sont clairement distincts. Velioğlu parle désormais de lancer la « lutte armée » au plus vite. Des règlements de compte sanglants ont alors lieu, entre modérés et partisans de Velioğlu.
L'organisation s'implante à Batman et tout particulièrement dans le district de Silvan, dans la province de Diyarbakır.
Le fondateur du mouvement, Adnan Ersöz aurait combattu en Afghanistan dans les années 1980, plusieurs membres ont combattu dans les années 1990 en Bosnie-Herzégovine et en Tchétchénie, notamment Azad Ekinci.

### Activités
Contrairement à des mouvements comme le PKK, pratiquement toutes les actions du Hezbollah ont lieu en ville. Le mouvement ne semble avoir aucune implantation rurale. Le mouvement est clandestin et, contrairement au mouvement national kurde, n’a pas de relais légal. Les activités sont organisées sur deux plans: la propagande et les actions de violence, ciblées contre des individus. Les activités de propagande se font soit dans les mosquées (cours pour les enfants notamment), soit sous la forme de réunions dans les maisons. Le mouvement distribue de nombreuses publications, des tracts et des cassettes, souvent en langue kurde.
La modalité la plus fréquente des actions violentes est l’assassinat dans la rue par arme automatique.
Dans les villes, le mouvement cherche à contrôler des quartiers et à y faire régner un « ordre islamique ». Les vendeurs d’alcool, les prostituées, les ivrognes et les blasphémateurs sont menacés, chassés, parfois tués ou victimes de jets d’acide (pour les femmes). À Batman notamment, les femmes qui ne portent pas le voile sont attaquées, de même que des restaurants qui ne respectent pas le ramadan.

#### Financement
Le mouvement se finance d'abord en prélevant l’« impôt » islamique, en pratique une forme de racket. Il cherche aussi à lever la zekat au moment du Ramadan.
Il utilise encore des méthodes criminelles, telles les enlèvements contre des rançons, notamment des instituteurs et des hommes d’affaires. Il organise encore des attaques de bijouteries ou de banques à main armée, ainsi que des activités de contrebande sur la frontière turco-iranienne.

### Lutte contre le PKK
Au cours des années 1990, le Hezbollah s'oppose violemment au Parti des travailleurs du Kurdistan, combattant particulièrement ses militants et ses sympathisants dans les villes où le mouvement national kurde est bien implanté, comme à Diyarbakır, à Mardin, à Silvan, à Gercüş et à Nusaybin. Suivant les sources, entre 800 et 3000 personnes auraient été victimes du Hezbollah turc dans les villes du Kurdistan de Turquie pendant les années 1990,. Selon un rapport de Human Rights Watch, entre 1992 et 1995, le Hezbollah aurait assassiné, en zone urbaine, des sympathisants du PKK au rythme de deux par jour.
Beaucoup de victimes sont exécutées à l'arme à feu à distance, d'autres sont enlevées, attachées aux mains et aux pieds, puis brûlées vives.

#### Victimes
La plupart des victimes des assassinats sont de simples sympathisants, réels ou supposés, du PKK. Il attaque aussi les membres des partis jugés pro-kurdes, comme le Parti du travail du peuple (HEP), le Parti de la démocratie (DEP) et le Parti de la démocratie du peuple (HADEP). Il mène encore de nombreuses agressions contre la presse pro-kurde: au cours de la seule année 1992, le Hezbollah assassine 18 journalistes, dont la majorité travaillait pour le journal Özgür Gündem. On peut encore mentionner les personnalités célèbres tuées par le Hezbollah turc :
- Muammer Aksoy, juriste, tué à Ankara en 1990[6]
- Çetin Emeç, journaliste et directeur du quotidien Hürriyet, tué en 1990
- Turan Dursun, ancien imam, devenu athée et chercheur critiques en sciences religieuses, tué à Istanbul
- Bahriye Üçok, journaliste et une militante des droits des femmes, tuée en 1990 à Ankara[6]
- Halit Güngen, journaliste de l'hebdomadaire 2000’e Doğru, assassiné en février 1992
- Ugur Mumcu, journaliste à Cumhuriyet, tué à Ankara en janvier 1993[4]
- Mehmet Ali Sincar, député du Parti du travail du peuple, puis du Parti de la démocratie, tué à Batman en septembre 1993
- Konca Kuriş, féministe musulmane, enlevée en juillet 1998 à Mersin, dont le corps sera retrouvé un an plus tard à Konya.

### Répression
Début 2000, à la suite de l'enlèvement de plusieurs hommes d'affaires à Istanbul, une série d'opérations ont été engagées contre le Hezbollah. Le 17 janvier, lors d'une de ces opérations, Hüseyin Velioğlu est abattu, et deux autres dirigeants de l'organisation, Edip Gümüş et Cemal Tutar sont arrêtés. D'autres arrestations ont lieu à Diyarbakır. Le procès du Hezbollah se termine en 2009. Parmi les condamnations, on compte 16 peines de prison à perpétuité. En 2011, 23 des condamnés à des peines plus légères sont amnistiés,. Après leur libération, la plupart de ces cadres dirigeants de l'organisation, qui auraient dû apposer leur signature au commissariat de leur quartier, disparaissent de la circulation.

### Après la lutte armée, la charité
Depuis la vague de répression de l'an 2000, le Hezbollah turc s'est peu à peu réorienté vers la constitution d'ONG. Concurrencer le mouvement national kurde et ses différentes composantes (DTP, HDP, BDP) sur le plan caritatif et humanitaire serait une nouvelle stratégie de lutte contre le PKK.

## Relations extérieures
Le Hezbollah turc n'a aucun lien avec le Hezbollah libanais chiite.
Il n'en aurait pas avec l'Iran. Toutefois, selon certaines sources, aux débuts de l'existence de l'organisation, entre les années 1984 et 1987, certains de ses cadres auraient séjourné en Iran.

## Relations avec l'État turc
Les enquêtes officielles menées par la police ont longtemps présenté le Hezbollah comme une organisation terroriste illégale, combattant pour l'instauration d'une république de type islamique en Turquie. Or, on constate que l’État n’est pratiquement jamais pris pour cible par le Hezbollah turc, sauf exceptionnellement de façon défensive, comme en 1996, quand des militants ouvrent le feu contre la police, lors d’une opération dans le village de Hatuni. C'est seulement au début de 2000, lors des grandes opérations policières contre le Hezbollah que plusieurs policiers sont tués (5 policiers tués à Van en février). De même, l’assassinat du directeur de l’Emniyet de Diyarbakır, Gaffar Okkan, le 20 février 2001, est probablement une vengeance après les opérations contre le mouvement et la mort de Velioğlu juste un an avant. Cette stratégie accrédite la thèse d'une connivence entre le Hezbollah et l’État.
En février 1993, la Commission parlementaire des assassinats non élucidés ouvre une enquête sur le meurtre du célèbre journaliste d'enquête Ugur Mumcu du quotidien Cumhurriyet. Au cours de l'enquête, la commission découvre qu'un camp d'entrainement du Hezbollah a été installé avec le concours de militaires turcs dans la région de Batman. En avril 1995, la commission publie un rapport qui démontre que son travail d'enquête a subi toute sorte d'obstructions, et que de nombreux témoins ont été intimidés. Le rapport mentionne aussi que le quartier général de la Gendarmerie a nié l'existence de ce camp d'entraînement du Hezbollah. Des rapports similaires ont montré d'autres collusions entre l'organisation islamiste et les forces militaires de l'État turc.
L'ancien ministre Fikri Sağlar, lors d'un entretien accordé au journal Siyah-Beyaz le 18 août 1995, déclare que l'armée turque ne s'est pas contentée d'instrumentaliser le Hezbollah, mais qu'elle l'aurait sponsorisé et soutenu depuis 1985, en vertu d'une décision du Conseil de sécurité nationale (MGK), la plus haute autorité militaire de l'État,.
Mahmut Yıldırım, dit Yeşil, un agent du MIT rendu célèbre par l’affaire Susurluk, aurait fourni de l’aide aux militants du Hezbollah, notamment à Solhan (Bingöl). Velioğlu lui aurait offert une arme ayant servi à tuer un militant du PKK.

### Déclarations de Suleyman Demirel
Fin janvier 2000, à la suite des opérations qui ont mené à l'arrestation de nombreux cadres de l'organisation et à la mort de son fondateur, l'ancien premier ministre Suleyman Demirel donne un entretien au quotidien Hürriyet. S'il déclare réprouver les méthodes criminelles d'une organisation qui aurait «abusé du nom de l'islam», il affirme que le Hezbollah turc serait né dans les années 1990 pour « protéger le peuple »  « contre le terrorisme d'un PKK athée et marxiste ». Il affirme aussi que l'organisation n'avait pas de rapport avec l'Iran ou le parti libanais homonyme. Il déclare que, si des enquêtes ont effectivement démontré des liens entre l'organisation et des représentants de l'État, il refuse d'accuser l'État d'avoir commis des assassinats ou d'avoir créé ladite organisation.

### Révélations d'Arif Doğan
L'un des créateurs du JİTEM, le major Arif Doğan, affirme, en janvier 2011, au cours de l'instruction des procès de l'affaire Ergenekon, avoir lui.même créé le Hezbollah, qui aurait dans un premier temps été nommé « Hizbulkontra ». Il aurait fondé l'organisation afin de disposer d'une force de frappe agissant à couvert pour combattre le PKK.